# Fossilbericht

Durch Analysen des Fossilberichtes können u. a. die Biodiversität vergangener Erdzeitalter (Paläobiodiversität) und damit Aussterbeereignisse rekonstruiert werden. Das Diagramm zeigt die Paläobiodiversität mariner Lebewesen über das gesamte Phanerozoikum hinweg.

Der Fossilbericht ist die Summe aller wissenschaftlich dokumentierten (d. h. in Publikationen beschriebenen) Vorkommen von Fossilien in ihrem stratigraphischen Kontext. Der Fossilbericht ist die wesentliche Informationsquelle zur Entwicklung des Lebens auf der Erde. Die zusammenfassende Untersuchung des Fossilberichts ist Gegenstand der analytischen Paläobiologie, die ein Teilgebiet der Paläontologie ist.   
Da Fossilien fast ausschließlich in Lockersedimenten und Sedimentgesteinen überliefert werden und die Überlieferung dieser Ablagerungen aufgrund von Verwitterung und Erosion exponentiell mit dem Alter abnimmt, hängt die Qualität des Fossilberichts stark vom geologischen Alter ab. Allgemein gilt: je älter desto schlechter. Zudem bestehen Schwankungen in der Vollständigkeit der geologischen Überlieferung, weil Verwitterung, Erosion und Sedimentation vor allem gesteuert werden durch tektonische Aktivität (u. a. Gebirgsbildungen) und Meeresspiegelschwankungen, die ihrerseits Zyklen unterworfen sind (Glazioeustasie als Ausdruck von Klimazyklen, Superkontinent-Zyklen). Des Weiteren führt hohe tektonische Aktivität in den davon betroffenen Sedimentgesteinen, u. a. infolge begleitender magmatischer Prozesse, zu einer Intensivierung der Diagenese bis hin zur Metamorphose, was die komplette Zerstörung des Fossilinhaltes zur Folge haben kann. Auch liegen ältere Gesteine in undeformierten, aktiven wie fossilen Sedimentbecken oft mehrere 1000 Meter im Untergrund und sind dort nur schwer für die Forschung erreichbar.
Der Fossilbericht auf der Erde setzt vor etwa 3,5 Milliarden Jahren im Archaikum mit den ersten dokumentierten Mikrofossilien in Chert-Gestein ein. Das Leben kann aber deutlich früher entstanden sein. Makrofossilien sind ab dem jüngsten Neoproterozoikum (Ediacarium) bekannt. Im Kambrium setzt mit der sogenannten Kambrischen Explosion weltweit eine weitgehend lückenlose Makrofossilüberlieferung ein.